# Fétichisme des couches
ABDL
 (juillet 2023).
Le fétichisme des couches est une paraphilie dans laquelle un individu ressent un fort désir de porter des couches, souvent sans nécessité médicale.
L'infantilisme est par ailleurs décrit comme un comportement de fuite devant les responsabilités d'adulte. Il existe une forme particulière d'infantilisme revendiquée et assumée par des personnes atteintes de pulsion fétichiste les incitant à se travestir en bébé. Dans ce cas, l’infantilisme est une paraphilie qui se caractérise par un attrait, le plus souvent sexuel, pour les couches, vêtements et accessoires de bébé et par un besoin d'être traité comme un enfant en bas âge ou de se comporter comme un enfant qui régresse en simulant l'énurésie ou l'encoprésie. Certains font plus que simuler et urinent vraiment et/ou excrètent dans leur couche, qui doit alors être changée pour une propre, après s'être fait poudrer les fesses avec de la poudre à bébé[réf. nécessaire].
Le fétichiste infantiliste marque une nette préférence pour les objets, matières, textures, bruits et odeurs. Il existe également une distinction entre les fétichistes des couches-culottes (dits DL pour Diaper Lovers, en anglais) et les personnes aimant être infantilisées, qui sont désignées par les expressions AB (Adult Babies) ou TB (Teen Babies) pour les adolescents. Ces deux derniers (AB et TB) sont plutôt définis comme adeptes des jeux de role d'âge plutôt que par une attirance de porter uniquement des couches[réf. nécessaire].
La concaténation de ces deux abréviations a donné naissance aux sigles AB-DL et TB-DL communément utilisés pour désigner l'ensemble de cette communauté par tranches d'âge (adultes et adolescents distingués). Il existe également une distinction entre les fétichistes des couches-culottes et les personnes aimant se travestir et se mettre plus complètement en condition de vivre une situation de bébé.
Certains DL souhaitent porter des couches pour adultes, de taille adaptée à leur morphologie, alors que d'autres ne vont vouloir porter que de vraies couches pour enfants ou pants, pour leur côté retour en enfance ; quitte à ce que ces derniers soient parfois trop petits pour leur morphologie.